# Antoine-Marie-Rodolphe Lienart
Antoine Marie Rodolphe Liénart est un homme politique français né le 28 juin 1748 à Montdidier (Somme) et décédé le 18 mars 1834 au même lieu.
Il est suppléant pour tiers état aux États généraux de 1789 et est admis à siéger le 1er décembre 1789. Il vote avec la majorité.

## Sources
- « Antoine-Marie-Rodolphe Lienart », dans Adolphe Robert et Gaston Cougny, Dictionnaire des parlementaires français, Edgar Bourloton, 1889-1891 [détail de l’édition]